# Aimée Olympe Desclée
Aimée Olympe Desclée fue una  actriz francesa nacida en París el 16 de noviembre de 1836 y fallecida en la misma ciudad el 8 de marzo de 1874, a los 37 años.
Está sepultada en el  cementerio del Père-Lachaise en París (división 70).
En el LACMA, Museo de Arte del Condado de Los Ángeles (California), se conserva un busto de terracota, retrato de la actriz realizado por Albert-Ernest Carrier-Belleuse.